# المتقاعد الأكبر

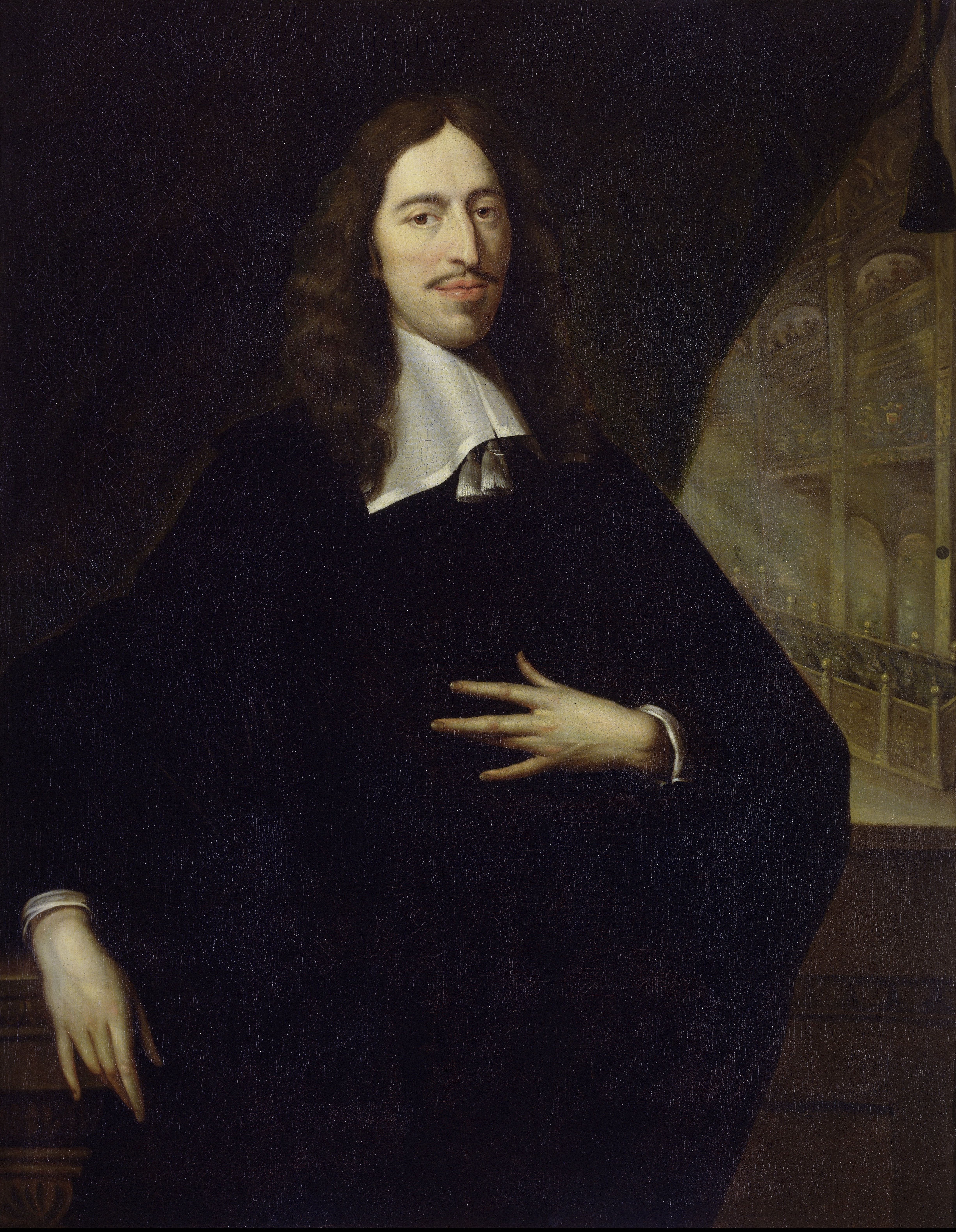

المتقاعد العظيم (لغة هولندية raad(s)pensionaris) كان أهم مسؤول هولندي خلال ذلك الوقت من جمهورية هولندا. من الناحية النظرية لم يكن سوى موظف عقارات للمقاطعة السائدة بين المقاطعات السبع المتحدة: مقاطعة هولندا. عملياً كان المتقاعد الأكبر لهولندا هو الزعيم السياسي للجمهورية الهولندية بأكملها عندما لم يكن هناك ستاتهاودر (كممارسة كان أمير أورانيا) في مركز السلطة.